# Universidade de Buckingham

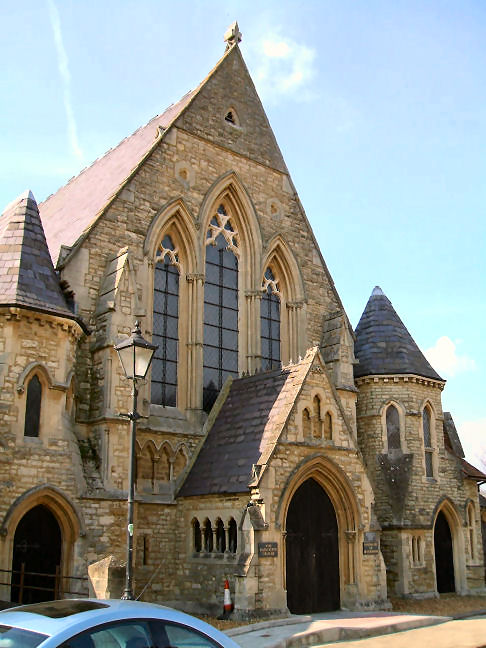
A Igreja de St Rumbold em Buckingham agora faz parte da Universidade de Buckingham.

A Universidade de Buckingham (UB) é uma universidade privada sem fins lucrativos em Buckingham, Inglaterra e a mais antiga das seis universidades privadas do país. Foi fundada como University College at Buckingham (UCB) em 1973, admitindo seus primeiros alunos em 1976. Foi concedido o status de universidade por carta régia em 1983. 
Buckingham estava intimamente ligado a Margaret Thatcher, que como secretária de Educação supervisionou a criação da faculdade universitária em 1973, e como primeira-ministra foi fundamental para elevá-la a uma universidade em 1983; criando assim a primeira universidade privada no Reino Unido desde o estabelecimento do Comitê de Bolsas Universitárias em 1919. Quando se aposentou da política, em 1992, Margaret Thatcher se tornou a segunda chanceler da universidade, cargo que ocupou até 1998. As finanças de Buckingham para o ensino operam inteiramente com taxas e doações estudantis; não recebe financiamento estatal direto (através do Office for Students or Research England), embora seus alunos possam receber empréstimos estudantis da Student Loans Company. Tem status formal de caridade como uma instituição sem fins lucrativos dedicada aos fins de pesquisa e educação.